# Liste des députés de Saint-Pierre-et-Miquelon
 (mai 2025).
Cet article liste les députés qui ont représenté Saint-Pierre-et-Miquelon à l'Assemblée nationale.

## Gouvernement provisoire de la République française

### IreAssemblée nationale constituante (1945-1946)
| Nom            | Parti | Parti |
| -------------- | ----- | ----- |
| Henri Debidour |       | UDSR  |

### IIeAssemblée nationale constituante (1946)
| Nom            | Parti | Parti |
| -------------- | ----- | ----- |
| Henri Debidour |       | UDSR  |

## Quatrième République

### Irelégislature (1946-1951)
| Circonscription        | Nom                        | Parti | Parti | Suppléant |
| ---------------------- | -------------------------- | ----- | ----- | --------- |
| Circonscription unique | Dominique-Antoine Laurelli |       | MRP   |           |

### IIelégislature (1951-1955)
| Circonscription        | Nom          | Parti | Parti | Suppléant |
| ---------------------- | ------------ | ----- | ----- | --------- |
| Circonscription unique | Alain Savary |       | SFIO  |           |

### IIIelégislature (1956-1958)
| Circonscription        | Nom          | Parti | Parti | Suppléant |
| ---------------------- | ------------ | ----- | ----- | --------- |
| Circonscription unique | Alain Savary |       | SFIO  |           |

## Cinquième République

### Irelégislature (1958-1962)
| Circonscription        | Nom                                                       | Parti | Parti | Suppléant |
| ---------------------- | --------------------------------------------------------- | ----- | ----- | --------- |
| Circonscription unique | Alain Savary (9 décembre 1958 - 10 mai 1959)              |       | PSA   |           |
| Circonscription unique | Dominique-Antoine Laurelli (10 mai 1959 - 9 octobre 1962) |       | UNR   |           |

Dominique-Antoine Laurelli est élu lors d'une élection législative partielle organisée le 10 mai 1959.

### IIelégislature (1962-1967)
| Circonscription        | Nom                                             | Parti | Parti | Suppléant          |
| ---------------------- | ----------------------------------------------- | ----- | ----- | ------------------ |
| Circonscription unique | Albert Briand (6 décembre 1962 - 4 juin 1964)   |       | SE    |                    |
| Circonscription unique | Siège vacant                                    |       |       |                    |
| Circonscription unique | Albert Briand (31 août 1964 - 29 mai 1966 †)    |       | SE    | Henry Le Besnerais |
| Circonscription unique | Henry Le Besnerais (30 mai 1966 – 2 avril 1967) |       | SE    | —                  |

En juin 1964, opposé à la majorité en place du conseil général, Albert Briand démissionne et provoque une élection législative partielle organisée le 30 août 1964. Il est réélu dès le premier tour avec 54,48 % des voix.

### IIIelégislature (1967-1968)
| Circonscription        | Nom                       | Parti | Parti   | Suppléant |
| ---------------------- | ------------------------- | ----- | ------- | --------- |
| Circonscription unique | Jacques-Philippe Vendroux |       | UNR-UDT |           |

### IVelégislature (1968-1973)
| Circonscription        | Nom                       | Parti | Parti | Suppléant |
| ---------------------- | ------------------------- | ----- | ----- | --------- |
| Circonscription unique | Jacques-Philippe Vendroux |       | UDR   |           |

### Velégislature (1973-1978)
| Circonscription        | Nom                       | Parti | Parti | Suppléant |
| ---------------------- | ------------------------- | ----- | ----- | --------- |
| Circonscription unique | Frédéric Gabriel-Sabatier |       | CDP   |           |

### VIelégislature (1978-1981)
| Circonscription        | Nom               | Parti | Parti    | Suppléant       |
| ---------------------- | ----------------- | ----- | -------- | --------------- |
| Circonscription unique | Marc Plantegenest |       | SE / DIT | Émile Letournel |

### VIIelégislature (1981-1986)
| Circonscription        | Nom        | Parti | Parti           | Suppléant       |
| ---------------------- | ---------- | ----- | --------------- | --------------- |
| Circonscription unique | Albert Pen |       | PS (app.) / DIT | Émile Letournel |

### VIIIelégislature (1986-1988)
| Circonscription        | Nom                                             | Parti | Parti           | Suppléant |
| ---------------------- | ----------------------------------------------- | ----- | --------------- | --------- |
| Circonscription unique | Albert Pen (2 avril 1986 – 2 octobre 1986)      |       | PS (app.) / DIT |           |
| Circonscription unique | Gérard Grignon (10 décembre 1986 - 14 mai 1988) |       | UDF (CDS) / AD  |           |

À la suite de la démission d'Albert Pen, élu sénateur en septembre 1986, une élection législative partielle est organisée le 30 novembre et est remportée par Gérard Grignon.

### IXelégislature (1988-1993)
| Circonscription        | Nom            | Parti | Parti          | Suppléant         |
| ---------------------- | -------------- | ----- | -------------- | ----------------- |
| Circonscription unique | Gérard Grignon |       | UDF (CDS) / AD | Bernard Le Soavec |

### Xelégislature (1993-1997)
| Circonscription        | Nom            | Parti | Parti          | Suppléant |
| ---------------------- | -------------- | ----- | -------------- | --------- |
| Circonscription unique | Gérard Grignon |       | UDF (CDS) / AD |           |

### XIelégislature (1997-2002)
| Circonscription        | Nom            | Parti | Parti         | Suppléant |
| ---------------------- | -------------- | ----- | ------------- | --------- |
| Circonscription unique | Gérard Grignon |       | UDF (FD) / AD |           |

### XIIelégislature (2002-2007)
| Circonscription        | Nom            | Parti | Parti           | Suppléant       |
| ---------------------- | -------------- | ----- | --------------- | --------------- |
| Circonscription unique | Gérard Grignon |       | UMP (app.) / AD | Stéphane Artano |

### XIIIelégislature (2007-2012)
| Circonscription        | Nom             | Parti | Parti     | Suppléante    |
| ---------------------- | --------------- | ----- | --------- | ------------- |
| Circonscription unique | Annick Girardin |       | PRG / CSA | Catherine Pen |

### XIVelégislature (2012-2017)
| Circonscription        | Nom                                               | Parti | Parti     | Suppléant          |
| ---------------------- | ------------------------------------------------- | ----- | --------- | ------------------ |
| Circonscription unique | Annick Girardin(20 juin 2012 - 9 mai 2014)        |       | PRG / CSA | Catherine Pen      |
| Circonscription unique | Catherine Pen(10 mai 2014)                        |       | PRG / CSA | —                  |
| Circonscription unique | Annick Girardin(30 juin 2014 - 29 juillet 2014)   |       | PRG / CSA | Stéphane Claireaux |
| Circonscription unique | Stéphane Claireaux(30 juillet 2014 - 20 juin 2017 |       | PRG / CSA | —                  |

### XVelégislature (2017-2022)
| Circonscription        | Nom                                                | Parti | Parti    | Suppléant          |
| ---------------------- | -------------------------------------------------- | ----- | -------- | ------------------ |
| Circonscription unique | Annick Girardin(21 juin 2017 - 21 juillet 2017)    |       | MR / CSA | Stéphane Claireaux |
| Circonscription unique | Stéphane Claireaux(22 juillet 2017 - 21 juin 2022) |       | MR / CSA | —                  |

### XVIelégislature (2022-2024)
| Circonscription        | Nom                | Parti | Parti | Suppléant     |
| ---------------------- | ------------------ | ----- | ----- | ------------- |
| Circonscription unique | Stéphane Lenormand |       | AD    | Sandy Skinner |

### XVIIelégislature (2024-)
| Circonscription        | Nom                | Parti | Parti | Suppléant     |
| ---------------------- | ------------------ | ----- | ----- | ------------- |
| Circonscription unique | Stéphane Lenormand |       | AD    | Sandy Skinner |